# Nitro Rush
Pour les articles homonymes, voir Nitro.
Pour plus de détails, voir Fiche technique et Distribution.
Nitro Rush est un film québécois réalisé par Alain DesRochers, sorti en 2016.
Lors de la première au cinéma StarCité à Montréal, les trois personnages principaux, Guillaume Lemay-Thivierge, Antoine DesRochers et Madeleine Péloquin, sont descendus en rappel le long de la structure du cinéma, Lemay-Thivierge le faisant même en partie en décalade.

## Synopsis
Emprisonné depuis 6 ans, Max reçoit régulièrement des nouvelles de son fils Theo. Cependant, il ignore que son fils est un cybercriminel qui collabore avec l'Avocat dans le but de mettre la main sur la formule d'une drogue très puissante, le Nitro Rush. Après une bagarre où il a failli perdre sa vie, une agente lui propose de quitter la prison pour retrouver son fils mais à la condition de l'aider à découvrir où se cachent les deux chimistes qui peaufinent la mise au point de cette drogue. Max accepte, mais s'échappe plus tôt que prévu de la prison. 
Dehors, il rejoint son père Meg puis retrouve Theo qui collabore avec Daphné, l'un des lieutenants de l'Avocat. Son fils, très habile en informatique, le déteste violemment pour la mort de sa mère. Max apprend que Daphné veut faire cavalier seul pour mettre la main sur la formule, utilisant les autres comme bon lui semble. Max se prête à son jeu et s'entraîne dans le but d'entrer dans le laboratoire des deux chimistes. Grâce à des caméras cachées, Theo observe les conversations de Daphné et Max et comprend qu'elle abuse de sa naïveté.
Les trois, surveillés par Colosse, un homme de main de l'Avocat, s'introduisent dans le laboratoire et copient la formule du Nitro Rush. Découverts par les chimistes, ils s'enfuient et se réfugient au chalet de Meg. Là, Colosse, qui obéit aux ordres de l'Avocat, exige la formule au prix de leur vie. Les chimistes les retrouvent et une fusillade puis une bagarre s'ensuivent. Les chimistes sont désarmés et capturés. Les forces policières interviennent alors. 
Max apprend à son fils qu'il était suivi grâce à une puce implantée dans son corps. Theo explique que la formule n'a jamais été copiée, mais détruite. Quelques jours plus tard, de retour en prison, Max rencontre à nouveau l'agente qui lui propose de sortir à nouveau à la condition d'accomplir une autre mission.

## Fiche technique
Source : IMDb et Films du Québec
- Titre original : Nitro Rush
- Réalisation : Alain DesRochers
- Scénario : Martin Girard d'après une idée originale d'Alain DesRochers
- Musique : FM Le Sieur
- Direction artistique : Dominique DesRochers
- Costumes : Francesca Chamberland
- Maquillage : Marlène Rouleau
- Coiffure : Ann-Louise Landry
- Photographie : Tobie Marier Robitaille
- Son : Martin Desmarais, Marie-Claude Gagné, Stéphane Bergeron
- Montage : Eric Drouin
- Production : Antonello Cozzolino
- Société de production : Attraction Images
- Sociétés de distribution : Les Films Séville
- Budget : 5,6 millions de dollars[4]
- Pays de production :  Canada
- Langue originale : français
- Format : couleur
- Genre : action, drame et thriller
- Durée : 96 minutes
- Dates de sortie :
  - Canada : 29 août 2016 (première au cinéma StarCité à Montréal)[1]
  - Canada : 31 août 2016 (sortie en salle au Québec)
  - Canada : 13 décembre 2016 (DVD et Blu-Ray)[5]

## Distribution
- Guillaume Lemay-Thivierge : Max
- Antoine DesRochers : Théo
- Madeleine Péloquin : Daphné
- Raymond Bouchard : Meg
- Michel Charette : Sylvain, gardien de prison
- Andreas Apergis : « l'Avocat »
- Micheline Lanctôt : la femme en noir
- Alexandre Goyette : « Colosse »
- Jean-Nicolas Verreault : le chimiste Hugo
- Sébastien Pérès : le chimiste Racine
- Antoine Olivier Pilon : Charlie
- Gabriel D'Almeida Freitas : un fêtard
- Luc Proulx : Hubert, le mécano
- Brigitte Tremblay : la cantinière